# Reformierte Kirche (Riga)

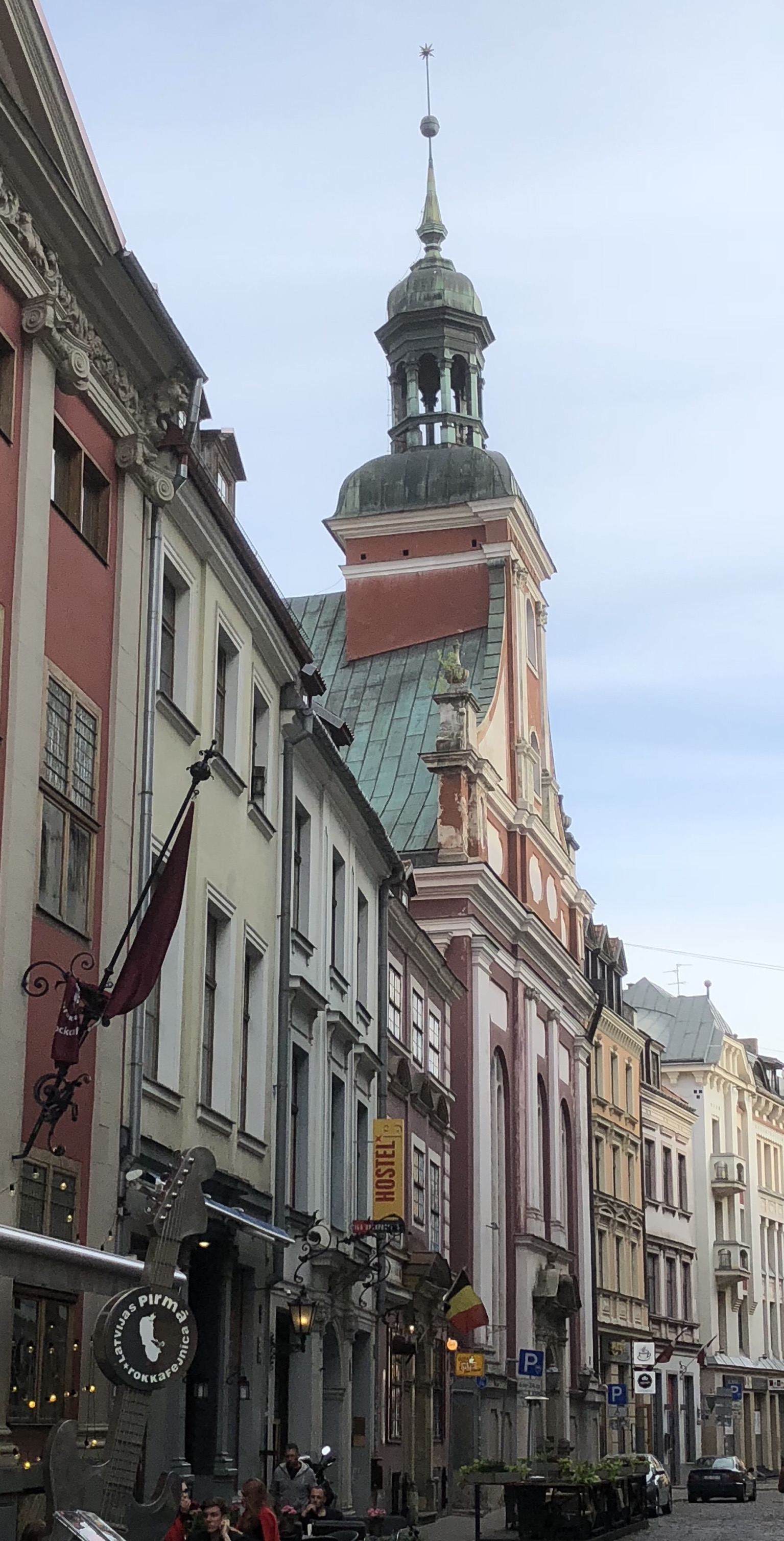
Reformierte Kirche in Riga

Die Reformierte Kirche (lettisch Rīgas Reformātu baznīca) ist eine heute evangelisch-lutherische Kirche in der lettischen Hauptstadt Riga. Sie gehört zur Evangelisch-Lutherischen Kirche Lettlands.

## Lage
Sie befindet sich in der Rigaer Altstadt auf der südöstlichen Seite der Marstallstraße (Mārstaļu iela) an der Adresse Marstallstraße 10.

## Ausstattung und Geschichte
Die Kirche entstand von 1727 bis 1733 als reformierte Kirche im Stil der deutschen Spätrenaissance. Die reformierte Gemeinde hatte 1721 die Erlaubnis zum Bau einer Kirche erhalten. An der Westseite der Kirche besteht ein prächtig gestaltetes Portal und ein kleiner Turm auf quadratischem Grundriss. Er ist von einer Haube bedeckt, die von einer achteckigen Laterne bekrönt wird.
1940 kam das Kirchengebäude zur evangelisch-lutherischen Kirche, als deren Jugendzentrum es seit 2010 genutzt wird. Seit dem 29. Oktober 1998 ist es unter der Nummer 6588 im lettischen Denkmalverzeichnis eingetragen.